# Каллистемон
Каллистемон, или Красивотычиночник, или Краснотычиночник (лат. Callistemon) — род вечнозеленых кустарников или небольших деревьев семейства Миртовые (Myrtaceae), произрастающих в Австралии и, частично, в Новой Каледонии.
Первый образец, Каллистемон лимонный, был привезен в 1789 году Джозефом Банксом в Королевский ботанический сад в Кью.

## Название
Номенклатурное название (от греч. kallos — красивый и stemon — тычинка) указывает на отличительный вид цветка с длинными красными тычинками.
Обиходное название происходит из-за внешнего вида соцветия, напоминающего ёршик для чистки бутылок. Немцы считают, что эти цветы похожи на щетки для чистки каминов. Англичанам они напоминали ершики для ламповых стекол. Курильщики видели щеточки для чистки трубок.

## Ботаническое описание
Небольшие вечнозеленые деревья или кустарники, высотой от 0,5 до 15 метров.
Листья узкие, жесткие, кожистые, очередные, большей частью ланцетные, серовато-зелёные, об острые края можно поцарапаться.
Мелкие цветки собраны на концах ветвей, в плотные цилиндрические интеркалярные соцветия длиной 5—12 см и шириной 3—6 см, причем верхушка колоса заканчивается листоносным побегом. Основную часть цветка составляют многочисленные длинные, разноцветно окрашенные, торчащие тычинки. В зависимости от окраски тычинок они бывают ярко-красные, реже жёлтые, зелёные, оранжевые, кремовые или белые. В каждом цветке пятидольные чашечка и венчик и нижняя 3-4-гнездная завязь.
Плоды — деревянистые, многосемянные коробочки, шаровидные или яйцевидные. Некоторые виды, например каллистемон лимонный, имеют сухие коробочки, однако в реальности между засим семенем и оболочками плода есть полость с небольшим количеством жидкости. На вкус эта жидкость имеет лимонно-мятный вкус с некоторым чувством онемения. По этой причине каллистемон лимонный получил своё название. При этом некоторые другие виды также имеют аналогичные вкусовые качества.
Каллистемон — перекрестноопыляемое растение, для него характерна орнитофилия, то есть опыление птицами.

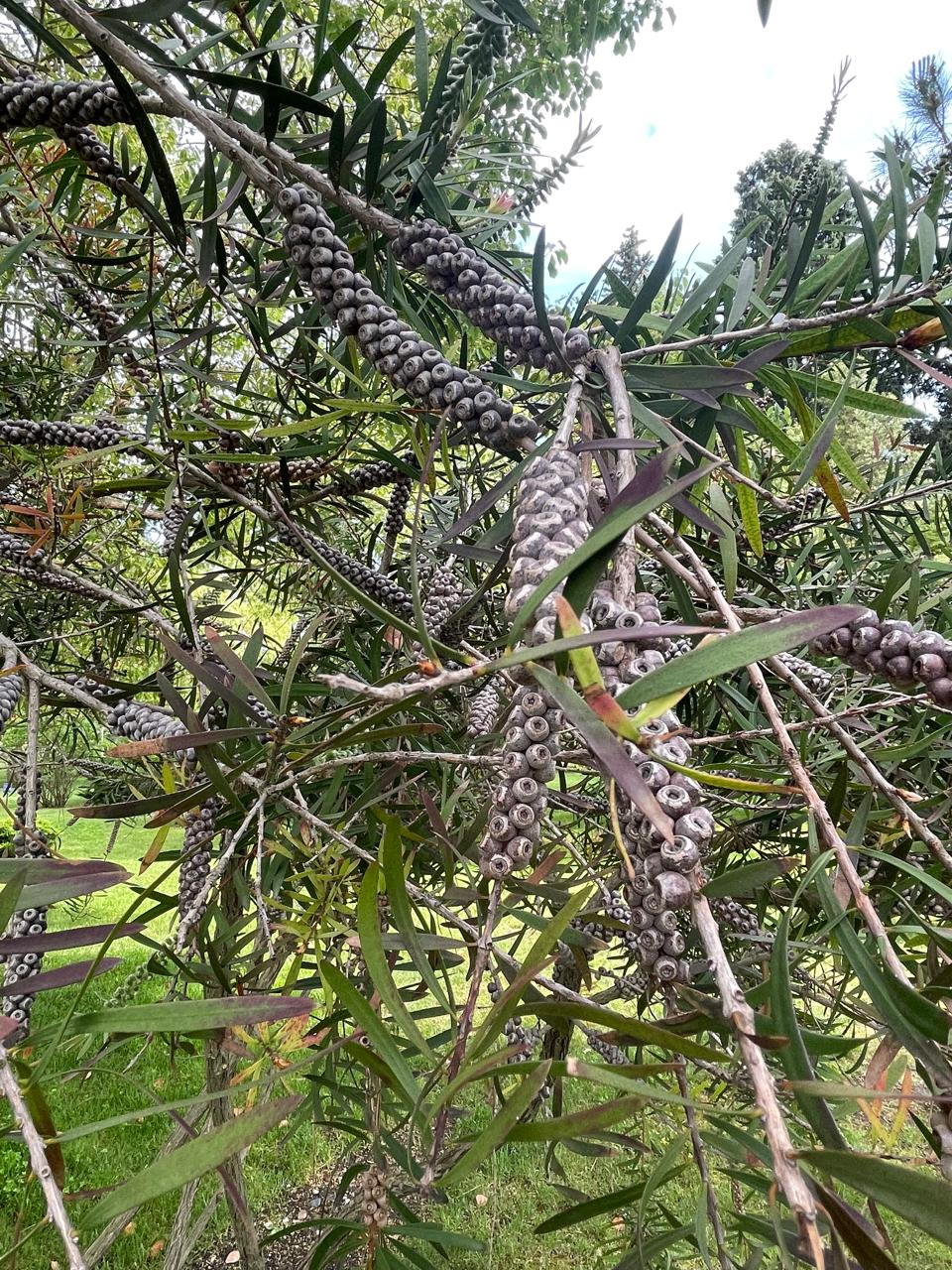
Плоды каллистемона лимонного: хорошо заметны следы интеркалярности соцветий

## Распространение и экология
Большинство видов являются эндемиками Австралии, четыре вида произрастают в Новой Каледонии. Они найдены в умеренных районах Австралии, вдоль восточного и юго-западного побережья. Предпочитают влажные песчаные почвы, берега рек, нередко каменистые сухие склонах, но некоторые виды хорошо приспособлены к засухе. Род каллистемон встречается в субтропиках Евразии, где является инвазивным видом. 

## Виды
По информации базы данных The Plant List, род включает 37 видов:
- Callistemon acuminatus Cheel — Каллистемон заострённый
- Callistemon brachyandrus Lindl.
- Callistemon chisholmii Cheel
- Callistemon citrinus (Curtis) Skeels — Каллистемон лимонный
- Callistemon coccineus F.Muell.
- Callistemon comboynensis Cheel
- Callistemon flavovirens (Cheel) Cheel
- Callistemon formosus S.T.Blake
- Callistemon forresterae Molyneux
- Callistemon genofluvialis Molyneux
- Callistemon kenmorrisonii Molyneux
- Callistemon lanceolatus (Sm.) Sweet — Каллистемон ланцетолистный
- Callistemon linearifolius (Link) DC. — Каллистемон линейнолистный
- Callistemon linearis (Schrad. & J.C.Wendl.) Colv. ex Sweet — Каллистемон линейный
- Callistemon macropunctatus (Dum.Cours.) Court — Каллистемон крупноточечный
- Callistemon montanus C.T.White ex S.T.Blake
- Callistemon nyallingensis Molyneux
- Callistemon pachyphyllus Cheel
- Callistemon pallidus (Bonpl.) DC. — Каллистемон бледный
- Callistemon pauciflorus R.D.Spencer & Lumley
- Callistemon pearsonii R.D.Spencer & Lumley
- Callistemon phoeniceus Lindl. — Каллистемон пурпурно-красный
- Callistemon pinifolius (J.C.Wendl.) Sweet — Каллистемон сосновый
- Callistemon pityoides F.Muell.
- Callistemon polandii F.M.Bailey
- Callistemon pungens Lumley & R.D.Spencer
- Callistemon recurvus R.D.Spencer & Lumley
- Callistemon rigidus R.Br.
- Callistemon salignus (Sm.) Colv. ex Sweet — Каллистемон иволистный
- Callistemon shiressii Blakely
- Callistemon sieberi DC.
- Callistemon speciosus (Sims) Sweet — Каллистемон красивый
- Callistemon subulatus Cheel — Каллистемон шиловидный
- Callistemon teretifolius F.Muell.
- Callistemon viminalis (Sol. ex Gaertn.) G.Don — Каллистемон сплетенный
- Callistemon viridiflorus (Sieber ex Sims) Sweet
- Callistemon wimmerensis Marriott & G.W.Carr

| |  |  |
| Слева направо: Ветка Callistemon viminalis, Соцветие Callistemon salignus, Плоды Callistemon sieberi |  |  |